# 97 Klotho
Klotho /ˈkloʊθoʊ/ (định danh hành tinh vi hình: 97 Klotho) là một tiểu hành tinh khá lớn ở vành đai chính. Tuy nó là một tiểu hành tinh kiểu M, nhưng suất phản chiếu (cường độ phản chiếu ánh sáng) của nó quá thấp nên thành phần cấu tạo khó có thể là kền-sắt. Klotho cũng tương tự như các tiểu hành tinh 21 Lutetia và 22 Kalliope, người ta không biết rõ thành phần cấu tạo của cả ba tiểu hành tinh kiểu M này. Tiểu hành tinh này do Ernst W. Tempel phát hiện ngày 17 tháng 2 năm 1868, là tiểu hành tinh thứ năm và cuối cùng do ông phát hiện, và được đặt theo tên Klotho hoặc Clotho, một trong 3 nữ thần Moirai (số mệnh) trong thần thoại Hy Lạp.